# Relaciones Guatemala-República de China
Las relaciones Guatemala-República de China son las relaciones internacionales entre República de China y Guatemala. Los dos países han mantenido relaciones diplomáticas el 1 de enero de 1960.

## Misiones diplomáticas

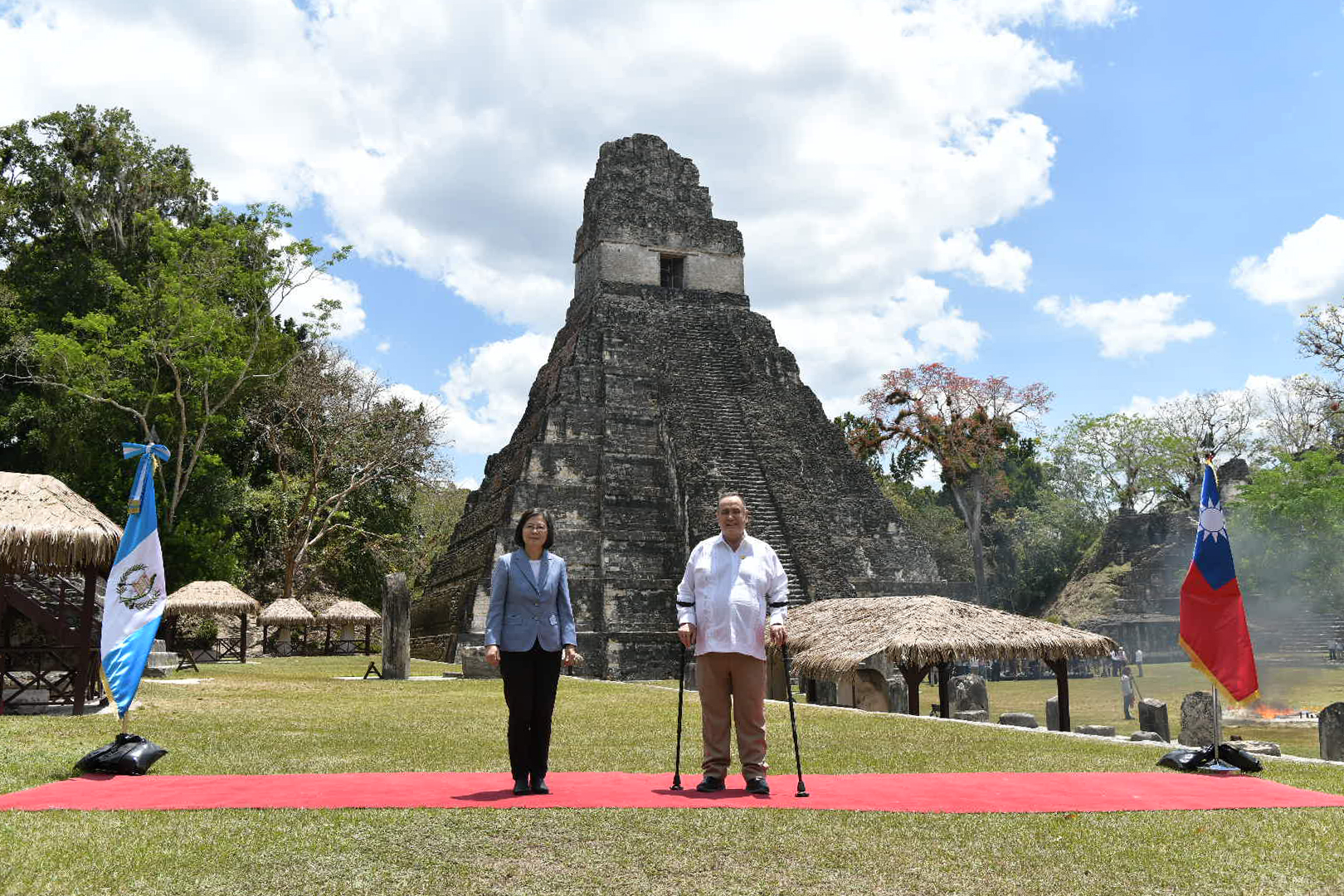
Presidenta Tsai Ing-wen junto a Alejandro Giammattei en Tikal, Guatemala.

Guatemala estableció relaciones diplomáticas con la Dinastía Qing desde 1909. Con Guatemala las relaciones iniciaron formalmente en 1933, en ese mismo año se estableció oficialmente un Consulado General de la República de China en Guatemala. En 1954 cuando se elevaron al rango de Legación Diplomática y en 1960 a la categoría de Embajada. A raíz de la guerra civil china, Guatemala prefirió mantener su relación con el gobierno de la República de China. Las relaciones entre ambos países han sido muy fuertes, Taiwán le dio ayuda a Guatemala durante la guerra civil de Guatemala.
El expresidente de Guatemala Alfonso Portillo admitió en una corte de Nueva York haber recibido un soborno del Gobierno de Taiwán con el fin de mantener las relaciones diplomáticas.
En 2015, el presidente Ma Ying-jeou visitó Guatemala como parte de despedida, durante la reunión Jimmy Morales afirmara que durante su mandato, no se van a romper las relaciones diplomáticas con Taiwán para establecerlas con China, país con el que existen "muy buenas relaciones comerciales".

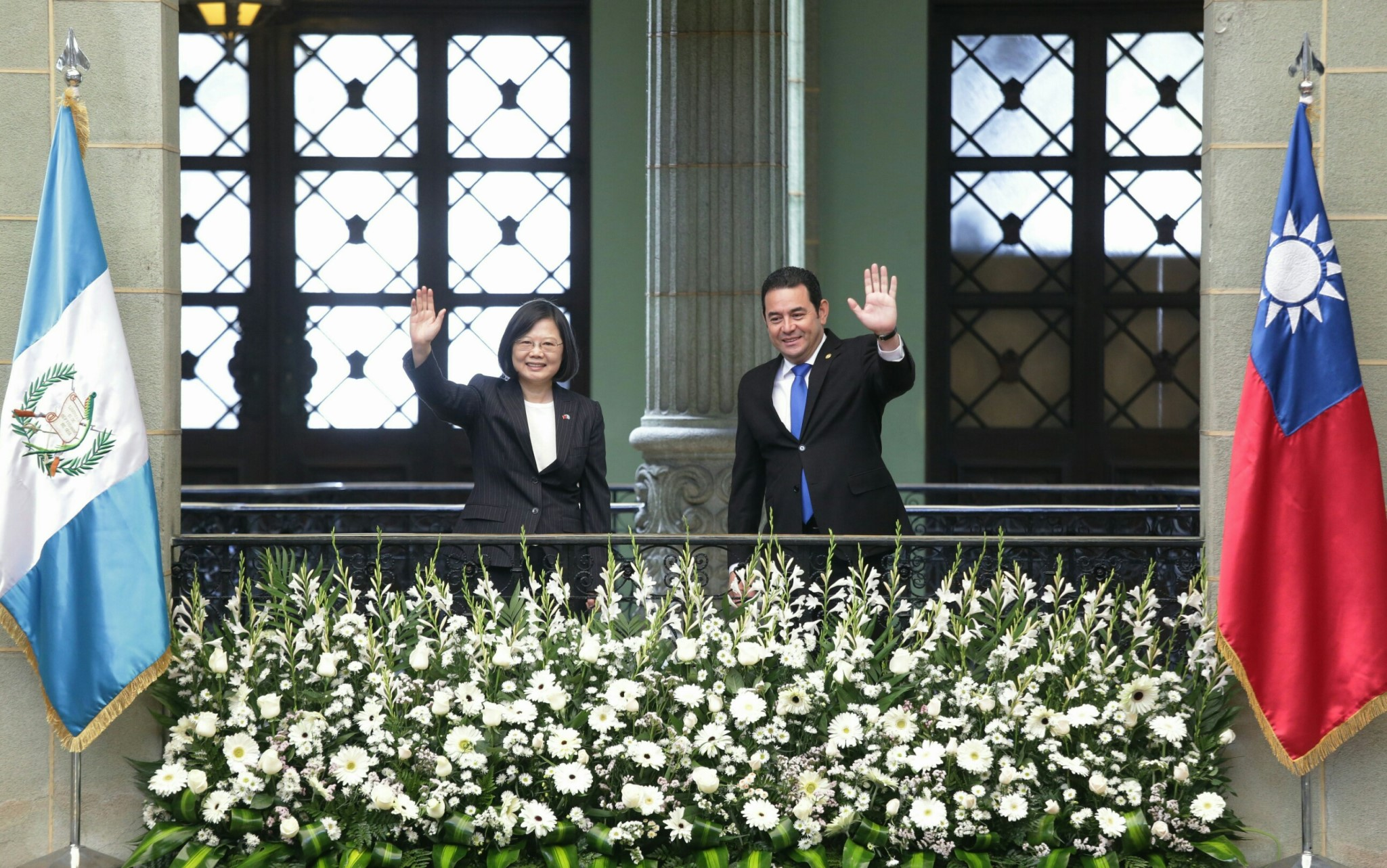
Fotografía oficial de la visita de Tsai Ing-wen a Guatemala en 2017.

La  balanza comercial que tiene Guatemala con Taiwán es negativa con un promedio durante los últimos cinco años, en 2010 el déficit alcanzaba -US$49,6 millones, en 2015 es de -US$101,3 millones. En el 2010, las exportaciones representaron US$43,7 millones aumentando a US$44,8 millones en 2015. En el caso de las importaciones en el 2010 ascendieron a US$93,3 millones, en el 2010 y US$146,0 millones en 2015. En ese mismo año Taiwán figuró como socio comercial de Guatemala a nivel mundial para sus exportaciones en la posición número 31 y para sus importaciones en la posición número 18. Los principales productos que Guatemala exporta a Taiwán, por orden de importancia son: azúcar 67%; café 19%, papel y cartón 5%. El resto de productos 9%.
En el año 2018, cuando El Salvador rompió relaciones diplomáticas con la República de China, el gobierno de Guatemala expresó que no tenía planeado abandonar las relaciones diplomáticas con el país y expresó que más bien se estaban fortaleciendo y que la cooperación entre ambos seguía especialmente en la construcción de la carretera al Atlántico. Entre ambos países siempre ha existido una relación cordial y de mutuo beneficio, muchas veces los cancilleres de Guatemala han viajado a Taiwán y viceversa.
Guatemala mantiene una embajada residente en Taipéi y la República de China mantiene una embajada residente en la ciudad de Guatemala.
Durante sus visitas, los mandatarios guatemaltecos han sido condecorados con la orden Chiang Kai-sek.
El 15 de marzo de 2023 Guatemala expresó: «su solidaridad y respaldo total al Gobierno de la República de China (Taiwán), reiterando el reconocimiento de Taiwán como una nación independiente con la cual se comparten valores democráticos y de respeto mutuo» además calificó al país como «nación con la que sostenemos excelentes relaciones político-diplomáticas y de una sólida amistad, es para Guatemala la única y verdadera China, con la que nos vinculan estrechos lazos históricos y de hermandad».

## Visitas de Estado

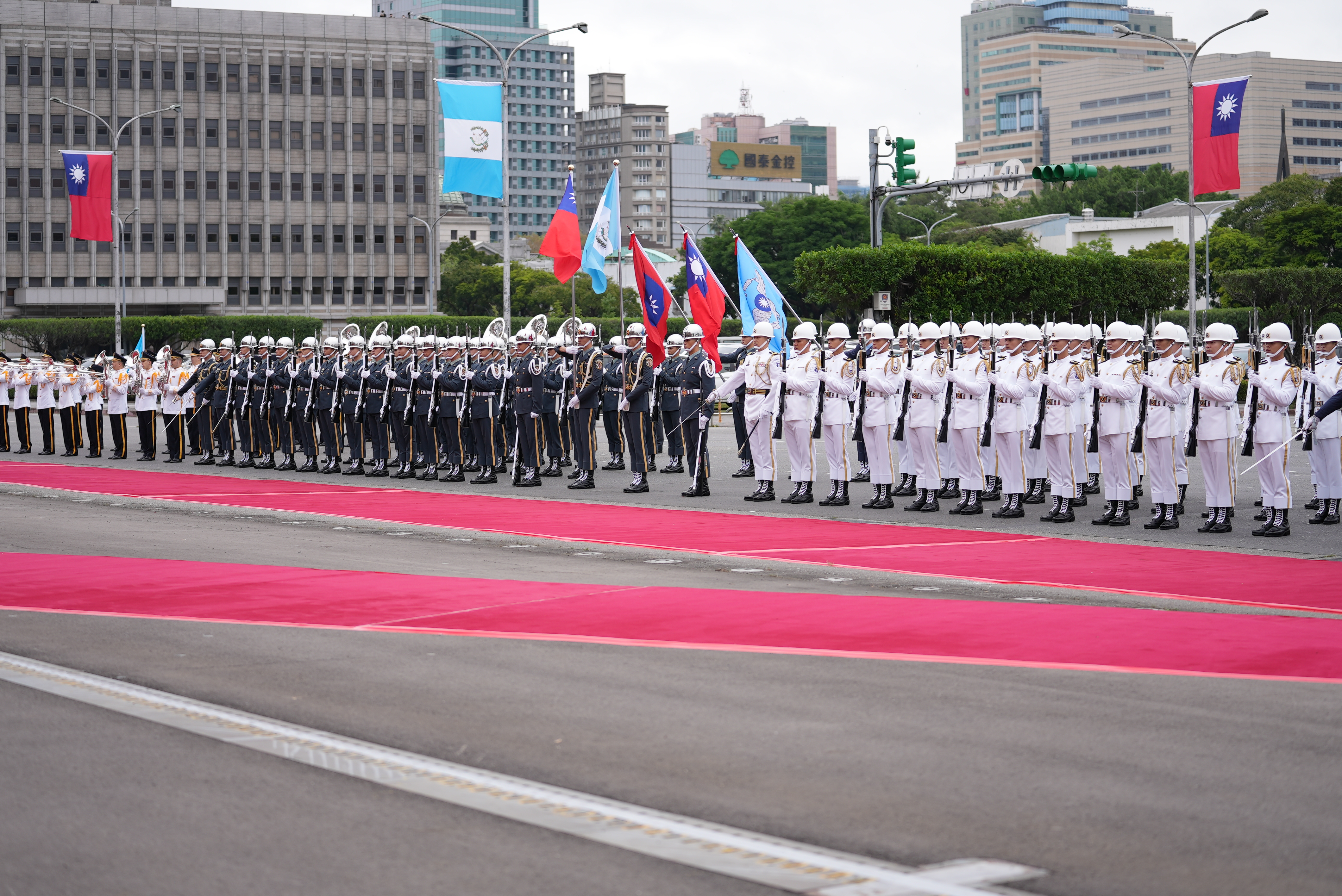
Visita del Presidente de Guatemala a Taiwán en 2023.

### Guatemala
- Óscar Berger
- Álvaro Colom
- Otto Pérez Molina
- Jimmy Morales
- Alejandro Giammattei
- Bernardo Arévalo

### Taiwán
- Ma Ying-jeou (2006, 2010, 2016)[5]
- Tsai Ing-wen (2017, 2022 y 2023)[11]